# Gillian Anderson
Gillian Leigh Anderson (Chicago, Illinois, 9 d'agost de 1968) és una actriu estatunidenca. Va començar actuant al teatre però es va fer molt famosa pel seu paper de l'agent de l'FBI Dana Scully a la sèrie de televisió The X-Files (1993-2002). També ha treballat al cinema en diverses pel·lícules (incloses dues que continuen la saga dels "expedients X"): The X-Files: Fight the Future (1998), The House of Mirth (2000), The Mighty Celt (2005), The Last King of Scotland (2006) i The X-Files: I Want to Believe (2008).

## Biografia
Poc després de néixer, la seva família es va instal·lar a Puerto Rico durant 15 mesos, per tot seguit traslladar-se a Anglaterra. Gillian Anderson es va passar 9 anys vivint a Londres, mentre el seu pare Edward estudiava producció cinematogràfica. Finalment, la família Anderson va retornar als Estats Units, on Edward va crear una companyia de postproducció cinematogràfica i on la seva mare va treballar com a analista informàtica.
La passió de Gillian per la interpretació va començar en fer una audició per una obra de teatre local de Michigan mentre encara anava a l'institut. "No sé com vaig passar de voler ser arqueòloga o biòloga marina a voler ser actriu. Simplement va passar".
Segons la seva mare "des del principi Gillian tenia un do especial pel dramatisme. Sempre ha format part de la seva personalitat. Però la primera vegada que realment vaig veure que hi havia alguna cosa, va ser quan tenia 14 anys i el seu professor li va manar interpretar l'escena del balcó de Romeu i Julieta. La Gillian no tenia cap tipus d'experiència com a actriu, però es va estudiar aquella escena i la va dur a terme sense cap tipus d'esforç. Quan la vaig veure actuar, em va caure la bava."
Abans de dedicar-se a la interpretació però, la Gillian va tenir una època rebel. Portava els cabells tenyits de colors llampants i, fins i tot, va arribar a fer-se un pírcing al nas." Em vaig desmaiar quan me'l van fer. El meu pare es va enfurismar quan ho va saber." La Gillian defineix aquesta etapa com una època confusa. En una entrevista per la TV Guide va confessar que "vaig ser arrestada la nit de la meva graduació per colar-me a l'institut".
Créixer a Anglaterra i després tornar als Estats Units no va ser fàcil. En paraules de la seva mare "el contrast va ser increïble. A més a més, Gillian trobava a faltar els amics amb els que havia crescut a Londres. Tots els seus companys de classe es reien de la seva manera de parlar perquè no tenia accent americà. És per això, que va haver d'aprendre a parlar americà per primera vegada a la seva vida, simplement pel fet d'integrar-se".
Ella mateixa admet que "m'emprenyava aquest fet i l'utilitzava com una manera de mantenir-me a distància de la gent". També recorda que "sempre estava immersa en el meu petit món i sovint m'enviaven al despatx del director per contestar als professors". Tot i així, quan es va començar a interessar per la interpretació "el meu aspecte físic va canviar i les meves notes va millorar. Fins i tot, vaig arribar a ser escollida l'alumna amb més progressió".
Una vegada graduada l'any 1986, Gillian va estudiar interpretació a la prestigiosa DePaul University's Goodman Theater i es va llicenciar en arts visuals. A l'estiu, després del seu primer any d'estudiant, va ser escollida per participar en el campus del Teatre Nacional de Gran Bretanya a Ithaca, Nova York. En acabar la llicenciatura, a l'edat de 22, Gillian va instal·lar-se a Nova York per iniciar la seva carrera dins del món de la interpretació.

## Primeres aparicions
La seva primera gran oportunitat va ser en obtenir un paper en l'obra de teatre Absent Friends, amb la que va guanyar el Theater World Award l'any 1991. Encara va tenir temps de fer una altra obra de teatre The Philanthropist, al Long Wharf Theater i la pel·lícula de baix pressupost The Turning abans d'anar cap a Los Angeles per encarar la seva carrera cap al cinema.
"Al principi, em vaig prometre que mai aniria a Los Angeles. Un cop ho vaig fer, em vaig prometre a mi mateixa que mai faria televisió. Però al cap d'un any d'estar sense feina, vaig començar a fer audicions per papers que resava perquè no em donessin". Va aparèixer a un capítol de la sèrie Class of 96 ("The Accused").

## Salt a la fama:The X-Files
L'any 1993, Gillian es va presentar a les proves per un capítol pilot d'una nova sèrie de la Fox Network, The X-Files. Era pel paper de l'Agent Especial Dana Scully. Tot i que la cadena volia algú amb més "sex appeal", el creador de la sèrie Chris Carter va insistir que fos ella qui encarnés a l'agent de l'FBI. Segons Chris Carter "em vaig jugar tenir el meu capítol pilot i la meva carrera per tenir-la a la sèrie".
Com un cop de sort, el mateix dia que Gillian rebia el seu últim pagament de l'atur, aconseguia el paper de Dana Scully i un viatge a Vancouver per començar a filmar el capítol pilot. "Mai em vaig arribar a imaginar que arribaria a ser una sèrie tan popular. Sovint pensava 'però on m'he ficat?'. El primer any va ser el més dur, amb moltes hores de feina, molt poques de son i havent de treballar cada dia".

## Filmografia

### Cinema
- 1992: The Turning
- 1998: The X-Files: Fight the Future
- 1998: Hellcab
- 1998: Un món a la seva mida (The Mighty)
- 1999: Princess Mononoke
- 1999: Playing by Heart
- 2005: Tristam Shandy (A Cock and Bull Story)
- 2005: The Mighty Celt
- 2006: Straightheads
- 2006: The Last King of Scotland
- 2008: The X-Files: I Want to Believe
- 2008: Nova York per a principiants (How to Lose Friends & Alienate People)
- 2009: Boogie Woogie
- 2000: Houseof Mirth
- 2011: Johnny English Reborn
- 2012: Sister
- 2012: I'll Follow You Down
- 2012: Shadow Dancer
- 2013: Mr. Morgan's Last Love

### Televisió
- 1993 - 2002: The X-Files
- 1996: Future Fantastic
- 1996: Spies Above
- 1997: Why Planes Go Down
- 2005: Bleak House
- 2010: Any Human Heart
- 2010: Moby Dick
- 2011: Great Expectations
- 2011: The Crimson Petal and the White
- 2012: Room on the Broom
- 2013: Hannibal
- 2013: The Fall
- 2016: War & Peace: Anna Pavlovna
- 2017: American Gods
- 2019: Sex Education
- 2020: The Crown

### Teatre
- 1991: Absent Friends
- 1992: The Philanthropist
- 1999 - 2000: The Vagina Monologues
- 2002 - 2003: What the Night is For
- 2004: The Sweetest Swing in Baseball
- 2009: A Doll's House

## Premis i nominacions

### Premis
- 1997. Globus d'Or a la millor actriu en sèrie de televisió dramàtica per The X-Files
- 1997. Primetime Emmy a la millor actriu en sèrie de televisió dramàtica per The X-Files

### Nominacions
- 1996. Globus d'Or a la millor actriu en sèrie de televisió dramàtica per The X-Files
- 1996. Primetime Emmy a la millor actriu en sèrie de televisió dramàtica per The X-Files
- 1998. Globus d'Or a la millor actriu en sèrie de televisió dramàtica per The X-Files
- 1998. Primetime Emmy a la millor actriu en sèrie de televisió dramàtica per The X-Files
- 1999. Globus d'Or a la millor actriu en sèrie de televisió dramàtica per The X-Files
- 1999. Primetime Emmy a la millor actriu en sèrie de televisió dramàtica per The X-Files
- 2006. Primetime Emmy a la millor actriu en minisèrie o telefilm per Bleak House
- 2007. Globus d'Or a la millor actriu en minisèrie o telefilm per Bleak House